# David Álvarez (calciatore 1994)
Antonio David Álvarez Rey, noto anche con lo pseudonimo di Davo (Luarca, 18 dicembre 1994), è un calciatore spagnolo, attaccante del Penafiel.

## Carriera
Ha iniziato la sua carriera nelle serie minori del calcio spagnolo, militando principalmente tra la terza e la quarta divisione. Il 13 maggio 2020 si è trasferito all'Ibiza, club di Segunda División B, firmando un contratto annuale con opzione di rinnovo per un altro anno; nella stagione 2020-2021 ha contribuito alla promozione in Segunda División della squadra isolana. Il 13 maggio 2021 ha debuttato nella seconda divisione spagnola, in occasione dell'incontro pareggiato 0-0 contro il Real Saragozza. Il 2 gennaio 2022 ha realizzato la sua prima rete in campionato, nella vittoria per 2-1 in casa del Fuenlabrada.
Il 3 giugno 2022 è stato ceduto a parametro zero al Wisła Płock, squadra della prima divisione polacca, firmando un contratto biennale con opzione di rinnovo per un'ulteriore stagione. Il 31 gennaio 2023 è stato acquistato dall'Eupen, club della prima divisione belga, con cui ha firmato un contratto triennale.

## Statistiche

### Presenze e reti nei club
Statistiche aggiornate al 16 aprile 2023.
| Stagione        | Squadra          | Campionato      | Campionato | Campionato | Coppe nazionali | Coppe nazionali | Coppe nazionali | Coppe continentali | Coppe continentali | Coppe continentali | Altre coppe | Altre coppe | Altre coppe | Totale | Totale |
| Stagione        | Squadra          | Comp            | Pres       | Reti       | Comp            | Pres            | Reti            | Comp               | Pres               | Reti               | Comp        | Pres        | Reti        | Pres   | Reti   |
| --------------- | ---------------- | --------------- | ---------- | ---------- | --------------- | --------------- | --------------- | ------------------ | ------------------ | ------------------ | ----------- | ----------- | ----------- | ------ | ------ |
| 2017-gen. 2018  | Rápido de Bouzas | SDB             | 13         | 1          | CR              | 1               | 0               |                    | -                  | -                  |             | -           | -           | 14     | 1      |
| gen.-giu. 2018  | Cerceda          | SDB             | 15         | 0          |                 | -               | -               |                    | -                  | -                  |             | -           | -           | 15     | 0      |
| 2018-2019       | Zamora CF        | TD              | 35+1       | 20+0       |                 | -               | -               |                    | -                  | -                  |             | -           | -           | 36     | 20     |
| 2019-2020       | Langreo          | SDB             | 27         | 13         | CR              | 1               | 0               |                    | -                  | -                  |             | -           | -           | 28     | 13     |
| 2020-2021       | Ibiza            | SDB             | 17+8       | 5+5        | CR              | 3               | 0               |                    | -                  | -                  |             | -           | -           | 28     | 10     |
| 2021-2022       | Ibiza            | SD              | 37         | 2          | CR              | 2               | 2               |                    | -                  | -                  |             | -           | -           | 39     | 4      |
| Totale Ibiza    | Totale Ibiza     | Totale Ibiza    | 54+8       | 7+5        |                 | 5               | 2               |                    | -                  | -                  |             | -           | -           | 67     | 14     |
| 2022-gen. 2023  | Wisła Płock      | EK              | 18         | 9          | CP              | 2               | 0               |                    | -                  | -                  |             | -           | -           | 20     | 9      |
| gen.-giu. 2023  | Eupen            | D1              | 7          | 0          | CB              | -               | -               |                    | -                  | -                  |             | -           | -           | 7      | 0      |
| Totale carriera | Totale carriera  | Totale carriera | 178        | 55         |                 | 9               | 2               |                    | -                  | -                  |             | -           | -           | 187    | 57     |